# Huis Oldenburg
Het huis Oldenburg is een Noord-Duitse dynastie en een van de invloedrijkste Europese koningshuizen met takken die heersen of geheerst hebben over Denemarken, Rusland, Griekenland, Noorwegen, Sleeswijk, Holstein, Oldenburg en Zweden. De huidige koning van Denemarken, de koning van Noorwegen en de ex-koning van Griekenland alsook gemalen van Spanje, Griekenland en voormalig gemaal Philip Mountbatten van het Verenigd Koninkrijk behoren tot dit huis.
Het huis verkreeg bekendheid toen graaf Christiaan I van Oldenburg verkozen werd tot koning van Denemarken in 1448 en van Noorwegen in 1450. Het huis bleef vanaf toen heersen over Denemarken.
Huwelijken van middeleeuwse graven van Oldenburg hadden de weg vrijgemaakt voor hun erfgenamen om koningen te worden van verscheidene Scandinavische koninkrijken. Door het huwelijk met een afstammeling van koning Waldemar I van Zweden en van koning Erik IV van Denemarken werd er sinds 1350 een aanspraak gemaakt op Zweden en Denemarken.
In die tijd waren haar concurrenten de opvolgers van Margaretha I van Denemarken. In de 15e eeuw trouwde de Oldenburgse erfgenaam van Denemarken met Hedwig van Schauenburg, een afstammeling van Euphemia van Zweden en Noorwegen en ook een afstammeling van Erik V van Denemarken. Omdat alle andere erfgenamen stierven, werd hun zoon Christiaan (hierboven vermeld) koning van alle drie de koninkrijken van de hele Unie van Kalmar. Het huis Mecklenburg was de voornaamste concurrent wat betreft de noordelijke tronen, en andere kandidaten waaronder de hertog van Lauenburg. Verschillende Oldenburgse takken heersten over verscheidene landen. Het huis Oldenburg verkreeg op het nippertje net niet de tronen van Engeland en Schotland omdat de vroege dood van de enige erfgenaam van Anna Stuart (later koningin) en George van Denemarken en Noorwegen, Willem van Gloucester, ervoor zorgde dat deze tronen overgingen naar het huis Hannover.

## Hoofdlijn
- Koningen van Denemarken (1448-1863)
- Koningen van Noorwegen (1450-1814)
- Koningen van Zweden (1457-1464, 1497-1501, 1520-1521)
- Hertogen van Sleeswijk en graven van Holstein (1460-1544)
- Hertogen van Sleeswijk en Holstein over enkel een deel van de hertogdommen (1544-1721/1773)
- Hertogen van Sleeswijk (1721-1864) (over het hele hertogdom)
- Hertogen van Holstein (1773-1864) (over het hele hertogdom)

## Takken
- Sleeswijk-Holstein-Gottorp
  1. Hertogen van Holstein-Gottorp (1544-1739)

  - Holstein-Gottorp-Romanov (vaker bekend als Romanov)

  1. Hertogen van Holstein-Gottorp (1739-1773)
  2. Tsaren van Rusland (1762 en 1796-1917)

  - Holstein-Gottorp (Zweedse tak), uitgestorven
    1. Koningen van Zweden (1751-1818)
    2. Koningen van Noorwegen (1814-1818)

  - Holstein-Gottorp (groothertogelijke tak)
    1. Hertogen, later groothertogen van Oldenburg (1773-1918)
- Sleeswijk-Holstein-Sonderburg-Augustenburg, uitgestorven
  1. Pretenderende hertog van Sleeswijk-Holstein in 1863
- Sleeswijk-Holstein-Sonderburg-Glücksburg
  - Hertog van Sleeswijk-Holstein
  - Koningen van Denemarken (sinds 1863)
  - Koningen van IJsland (1918-1944)
    1. Koningen van Noorwegen (sinds 1905)
    2. Koningen der Hellenen (1863-1924, 1935-1973)
      - Hoewel prins Philip, hertog van Edinburgh, zijn zonen en hun kinderen patrilineair afstammen van deze tak, zijn zijn zonen en andere afstammelingen die de titel "Koninklijke Hoogheid" dragen, bij declaratie van de Britse vorst, de jure leden van het Huis Windsor.